# The Culture of Control: Crime and Social Order in Contemporary Society
The Culture of Control: Crime and Social Order in Contemporary Society är en bok författad av David Garland, professor i juridik och sociologi vid New York University i USA. I boken frågar sig Garland hur kommer det sig att såväl USA som Storbritannien allt sedan 1970-talet utvecklats till samhällen besatta av brottslighet och krav på allt hårdare straffmätning? Garland utvecklar i boken hur samhällets organisering och tänkande under senmoderniteten förändrats samt hur dessa politiska och kulturella förändringar i tänkandet hos staten och medborgarna förändrat synen på brottsligheten.

## Bokens innehåll
I boken beskriver Garland en dramatisk förändring av den politiska diskursen inom kriminalpolitiken som ägt rum de senaste 30 åren, när ett nära 100 år gammalt straffrättslig tänkande, där rehabilitering, villkorlig frigivning och gemensamt ansvarstagande, snabbt förlorade sin ställning som det dominerande paradigmet, till förmån för ett mer strafforienterat kriminalpolitiskt system (se nyklassiska skolan). Paradigmskiftet kom i mycket att symboliseras av nyliberala och konservativa policys genomförda av regeringarna Margaret Thatcher i Storbritannien och Ronald Reagan i USA, som betonade vikten av bestraffande sanktioner, expressiv rättvisa och fängelsernas traditionella funktion.
Efter skiftet kom makthavare som populistisk strategi att använda sig av brott och straff i politisk marknadsföring under exempelvis valkampanjer. Målsättningen för den politiska propagandan har varit hårdare tag mot brottslingar, återupprättandet av fallen moral hos samhällets medlemmar och upprätthållandet av lag och ordning i samhället som helhet; med ett tydligare straffsystem kan brottsligheten stävjas. Det karaktäristiska för dessa policyförändringar är att de politiskt motiverade besluten saknat vetenskapligt stöd, menar Garland, där tidigare forskning visat att en ökad användning av fängelsestraff och högre straffskalor inte har någon påtaglig inverkan på hur brottslighetens utveckling.
När samhällets organisering och tänkande förändrades under senmoderniteten förändrades även talet om brott, lagstiftarna började förorda en aggressivare polismetod (exempelvis New York-modellen) och längre och hårdare straff, samt inskränkning i fri- och rättigheter. Trots att våldsbrottsligheten minskade i slutet av 1990-talet fortsatte amerikanska och brittiska makthavare på den inslagna vägen, enligt Garland, där politiken förlitade sig på de privatiserade fängelsernas förmåga att förvara brottslingar medan politikerna och media använde rädslan för brott för att exkludera allt fler i samhället.

## Boken
- Garland, David (2001) (på engelska). The Culture of Control: Crime and Social Order in Contemporary Society. Oxford: Oxford University Press. sid. 307. Libris 8277794. ISBN 0-19-829937-0 (inb.)